# Ryan Sweeting
Ryan Sweeting (ur. 14 lipca 1987 w Nassau) – amerykański tenisista.
Od 31 grudnia 2013 do maja 2016 roku był mężem amerykańskiej aktorki Kaley Cuoco.

## Kariera tenisowa
Występując jeszcze jako junior Sweeting wygrał wielkoszlemowy US Open 2005. W finale pokonał Francuza Jérémy’ego Chardy’ego 6:4, 6:4. Po tym sukcesie w połowie października tegoż samego roku awansował na pozycję wicelidera juniorskiego rankingu w grze pojedynczej.
Karierę zawodową rozpoczął w 2007 roku, a zakończył 20 sierpnia 2015 roku.
Na początku kwietnia 2011 roku Sweeting wygrał zawody rangi ATP World Tour w Houston. Grając z „dziką kartą” wyeliminował po drodze m.in. Sama Querreya, a w finale Keiego Nishikoriego.
W grze podwójnej Amerykanin jest finalistą turnieju w Houston z 2009 roku. Wspólnie z Jessem Levine przegrali finałowy pojedynek z Bobem i Mikiem Bryanami.
Najwyżej sklasyfikowany w rankingu singlistów był na 64. miejscu we wrześniu 2011 roku, natomiast w zestawieniu deblistów w lutym 2008 roku zajmował 139. pozycję.

### Finały w turniejach ATP World Tour
| Legenda                                      |
| -------------------------------------------- |
| Wielki Szlem                                 |
| Igrzyska olimpijskie                         |
| Tennis Masters Cup / ATP Finals              |
| ATP Masters Series / ATP Tour Masters 1000   |
| ATP International Series Gold / ATP Tour 500 |
| ATP International Series / ATP Tour 250      |

#### Gra pojedyncza (1–0)
| Końcowy wynik | Nr | Data             | Turniej | Nawierzchnia | Przeciwnik    | Wynik finału |
| ------------- | -- | ---------------- | ------- | ------------ | ------------- | ------------ |
| Zwycięzca     | 1. | 10 kwietnia 2011 | Houston | Ceglana      | Kei Nishikori | 6:4, 7:6(3)  |

#### Gra podwójna (0–1)
| Końcowy wynik | Nr | Data             | Turniej | Nawierzchnia | Partner      | Przeciwnicy          | Wynik finału |
| ------------- | -- | ---------------- | ------- | ------------ | ------------ | -------------------- | ------------ |
| Finalista     | 1. | 12 kwietnia 2009 | Houston | Ceglana      | Jesse Levine | Bob Bryan Mike Bryan | 1:6, 2:6     |